# Hôtel Mousse
L'hôtel Mousse est un hôtel particulier situé à Hérisson, en France.

## Localisation
L'hôtel particulier est situé sur la commune d'Hérisson, dans le département français de l'Allier.

## Historique
L'édifice est inscrit au titre des monuments historiques en 1995.